# U 517 (Kriegsmarine)
De U 517 was een U-boot van de IX C-klasse van de Duitse Kriegsmarine tijdens de Tweede Wereldoorlog. Hij werd tot zijn ondergang gecommandeerd door Kapitänleutnant Paul Hartwig.

## Geschiedenis
De U 517 begon zijn training bij de 4. Unterseebootsflottille op 21 maart 1942 en werd gecommandeerd door Kptlt. Paul Hartwig. Na het voltooien van zijn training werd hij op 1 september 1942 overgeplaatst naar de 10. Unterseebootsflottille.
De U 517 heeft twee patrouilles uitgevoerd van 1 september 1942 tot zijn ondergang op 21 november 1942, waarin hij negen schepen met in totaal 27.283 brutotonnage tot zinken bracht, waaronder oorlogsschip HMCS Charlottetown (K244). Op 21 november werd hij ten zuidwesten van Ierland, op positie 46° 16′ 0″ NB, 17° 09′ 0″ WL, tot zinken gebracht door dieptebommen van een vliegtuig van de Britse vliegdekschip HMS Victorious. Hierbij viel één dode en 52 bemanningsleden overleefden de aanval.